# Canthonella lenkoi
Canthonella lenkoi är en skalbaggsart som beskrevs av Guido Pereira och Martinez 1956. Canthonella lenkoi ingår i släktet Canthonella och familjen bladhorningar. Inga underarter finns listade.